# Ignace Murwanashyaka

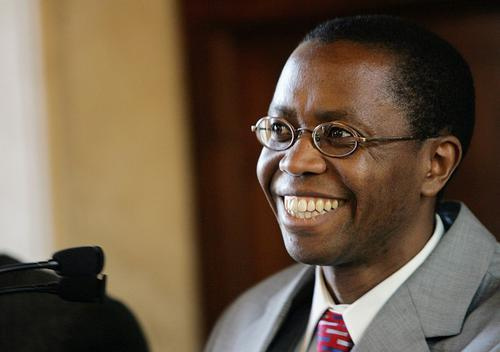
Ignace Murwanashyaka (2009)

Ignace Murwanashyaka (* 14. Mai 1963 in Butare; † 16. April 2019 in Mannheim, Deutschland) war ein ruandischer Rebellenführer. Er war ein Anführer der Forces Démocratiques de Libération du Rwanda (FDLR), einer Rebellengruppe der Volksgruppe der Hutu, die auf dem Staatsgebiet der Demokratischen Republik Kongo operiert. Die Gruppe ist für Verbrechen gegen die Menschlichkeit und Kriegsverbrechen in großer Anzahl bekannt und wurde vom Sicherheitsrat der Vereinten Nationen 2004 zur Entwaffnung und zum sofortigen Verlassen des Landes aufgefordert. Murwanashyaka wurde 2009 in Deutschland festgenommen und am 28. September 2015 zu einer Haftstrafe von 13 Jahren verurteilt.
Murwanashyaka saß neuneinhalb Jahre in Untersuchungshaft, länger als jeder andere Angeklagte zuvor in der Bundesrepublik Deutschland. Er verbrachte die Zeit in Isolationshaft.

## Leben

### Ausbildung und Asyl
Die letzten Jahre seiner Schulbildung verbrachte Murwanashyaka an der von dem Orden Brüder der Liebe gegründeten Groupe Scolaire Officiel de Butare, seinem Geburtsort in Ruanda. Sein Studium begann er im damaligen Zaire (heute Demokratische Republik Kongo).
Murwanashyaka kam im März 1989 als Wirtschaftsstudent mit einem Stipendium für die Bonner Universität nach Deutschland. Auch während des ruandischen Genozids 1994 hielt er sich in Deutschland auf. Er zog nach Mannheim, heiratete dort eine Deutsche und bekam mit ihr mindestens zwei Kinder. 2000 promovierte er an der Universität zu Köln zum Thema „Untersuchungen über die Geldnachfrage in Südafrika“.
Im Februar 2000 beantragte Murwanashyaka in Deutschland Asyl. In seinem 25-seitigen Antrag gab er an, politisch verfolgt zu werden. Das Bundesamt für Migration und Flüchtlinge (BAMF) genehmigte den Antrag binnen sechs Wochen. Er erhielt eine unbefristete Aufenthaltserlaubnis.

### FDLR
Zwischen 2001 und 2006 reiste Murwanashyaka mehrfach zwischen Deutschland und Kongo hin und her und unterzog sich in den Wäldern einer zweimonatigen Militärausbildung. Er reiste mit einem ugandischen Pass und einem deutschen Pass, der nicht auf seinen Namen ausgestellt war. Bei seiner ersten Reise nach Kinshasa wurde er 2001 von 30 Wahlmännern einstimmig zum Präsidenten der FDLR gewählt. 2005 wurde er mit 24 von 27 Stimmen im südkongolesischen Lubumbashi wiedergewählt.
Wie ein Feldherr habe Murwanashyaka auf seinem monatelangen Gewaltmarsch im Jahr 2005 von Bukavu nach Rutshuru jedem Bataillon einen Besuch abgestattet und den Kommandanten Bündel mit Dollarscheinen überreicht, berichtet einer seiner 30 persönlichen Leibwächter, der ihn auf der monatelangen Reise begleitete, der taz. Laut auf Wikileaks veröffentlichten US-amerikanischen Botschaftsdepeschen bezweifelten Diplomaten, mit denen sich Murwanashyaka damals in Kinshasa traf, dagegen, dass dieser tatsächlich die Befehlsgewalt über die FDLR innehatte. Sie hatten den Eindruck, dass der als „Professor“ bekannte Akademiker, der die vergangenen 14 Jahre in Europa gelebt hatte, keine rechte Vorstellung von den Geschehnissen im Ostkongo hatte.
Im Herbst 2014 wurde er als FDLR-Chef wiedergewählt, obwohl er da schon fünf Jahre in Untersuchungshaft saß.

### Ermittlungen
Im Jahr 2006 stellte die ruandische Regierung unter Führung des ehemaligen Tutsi-Milizführers Paul Kagame und Hauptgegners der FDLR ein Auslieferungsersuchen für Murwanashyaka. Nachdem die Bundesanwaltschaft daraufhin ein Ermittlungsverfahren wegen „Anfangsverdachts wegen Beteiligung an Verbrechen gegen die Menschlichkeit in der Demokratischen Republik Kongo“ eingeleitet hatte, wurde ihm zeitweise das Aufenthaltsrecht entzogen. Die Anklage wurde später aus Mangel an Beweisen fallen gelassen. Aufgrund von Zweifeln an der Rechtsstaatlichkeit der ruandischen Justiz wurde er nicht dorthin ausgeliefert. Bei seinem Besuch in Deutschland im April 2008 drängte der ruandische Präsident Kagame erneut, die Bundesregierung müsse „sich mit diesem Problem befassen“. Bundeskanzlerin Angela Merkel sagte zu, sich „die Sache sehr genau“ anzusehen.
Für Äußerungen, die gegen das Verbot der politischen Betätigung verstießen, das die Stadt Mannheim verfügt hatte, wurde Murwanashyaka vom Landgericht Mannheim zu sechs Monaten Haft auf Bewährung verurteilt.
Murwanashyaka wurde von Ruanda über Interpol gesucht. Einem Auslieferungsantrag wegen der Beteiligung am Völkermord in Ruanda durch Ruanda wurde nicht entsprochen. In einem Interview mit der Redaktion des ARD-Nachrichtenmagazins Fakt behauptete Murwanashyaka im November 2008 selbst, dass er die Kontrolle über seine Miliz habe. Nach Angaben eines Abteilungsleiters der ruandischen Generalstaatsanwaltschaft, Jean Bosco Mutangana, gäbe es in Ruanda genügend Zeugen, damit die deutsche Bundesanwaltschaft gegen Murwanashyaka ein Verfahren nach dem deutschen Völkerstrafgesetzbuch von 2002 eröffnen könnte. Die deutsche Botschaft in Kigali sei darüber informiert und habe entsprechende Dokumente von Zeugenaussagen erhalten.

### Festnahme und Kriegsverbrecherprozess
Am 17. November 2009 wurde Murwanashyaka in Mannheim wegen des dringenden Verdachts, Verbrechen gegen die Menschlichkeit begangen zu haben, festgenommen. Ein Bericht der UNO belastet ihn. Im Dezember 2010 klagte die Bundesanwaltschaft Murwanashyaka sowie seinen 49-jährigen Stellvertreter Straton Musoni wegen Kriegsverbrechen und Verbrechen gegen die Menschlichkeit an. Sie warf ihnen 26 Verbrechen gegen die Menschlichkeit und 39 Kriegsverbrechen vor, die ihre Milizen 2009 in der Demokratischen Republik Kongo begangen haben sollen. Dabei wurden der Bundesanwaltschaft zufolge mehr als 200 Menschen getötet, zahlreiche Frauen vergewaltigt, etliche Dörfer geplündert und gebrandschatzt, Unschuldige als Schutzschild gegen militärische Angriffe missbraucht und Kinder als Kindersoldaten für die Miliz zwangsrekrutiert.
Am 4. Mai 2011 begann vor dem Oberlandesgericht Stuttgart der Prozess gegen Murwanashyaka und Musoni. Es handelte sich um den ersten und nach wie vor einzigen Prozess in Deutschland auf Grundlage des Völkerstrafgesetzbuches, nach dem ausländische Kriegsverbrecher vor deutschen Gerichten zur Verantwortung gezogen werden können. Der für die Verfolgung von Straftaten nach dem Völkerstrafgesetzbuch zuständige Generalbundesanwalt legte den beiden Angeklagten zur Last, im Jahr 2009 in den Kivu-Provinzen der Demokratischen Republik Kongo begangene völkerrechtliche Verbrechen der FDLR entgegen einer ihnen als Vorgesetzte obliegenden Pflicht nicht verhindert zu haben (Vorgesetztenverantwortlichkeit nach § 4 VStGB; § 13 Abs. 1 StGB). Bis zum Sommer 2015 fanden über 300 Hauptverhandlungstage statt. Die beiden Angeklagten befanden sich weiterhin in Untersuchungshaft. Die Berliner Tageszeitung taz dokumentierte den Verlauf dieses Prozesses mit Berichten zu den einzelnen Sitzungstagen.
Murwanashyakas Verteidigung zufolge war der Prozess politisch motiviert. Dahinter stecke der mit der FDLR verfeindete ruandische Präsident Paul Kagame. Dieser habe die Dolmetscher für die deutschen Ermittler bei ihren Vernehmungen in Afrika ausgesucht. Die Aussagen hätten so manipuliert werden können und seien jetzt mangels Videoaufzeichnung und Namensnennung der Zeugen nicht mehr nachprüfbar.
Im Sommer 2015 wurde die Beweisaufnahme in diesem Völkerstrafrechtsprozess geschlossen. Nach vier Jahren und 314 Verhandlungstagen beantragte die Bundesanwaltschaft in ihrem am 15. Juli 2015 gehaltenen Schlussplädoyer lebenslange Haft. Die Verteidiger des Angeklagten Murwanashyaka und seines Mitangeklagten Straton Musoni beantragten in ihren Plädoyers jeweils Freispruch bzw. eine Einstellung des Verfahrens.

### Haftstrafe
Nach 320 Verhandlungstagen verurteilte das Oberlandesgericht Stuttgart am 28. September 2015 den Angeklagten zu 13 Jahren Haft. Zuvor hatte er bereits sechs Jahre im Terroristentrakt des Hochsicherheitsgefängnisses JVA Stuttgart-Stammheim in Einzelhaft, ohne jeden Kontakt zu anderen Gefangenen, verbracht.
Das Oberlandesgericht begründete die Haftstrafe damit, dass „keine Zweifel bestünden“, dass die FDLR 2009 unter Murwanashyakas Führung Zivilisten in den ostkongolesischen Dörfern Mianga, Busurungi, Ciriba und Manje ermordet hätten.
Sein Stellvertreter Straton Musoni wurde zu einer Haftstrafe von 8 Jahren verurteilt und kam noch während der Urteilsbegründung auf freien Fuß.
2015 wurde Murwanashyaka verlegt, die Isolationshaft blieb bestehen, begründet durch Verdunkelungsgefahr. Alle Anträge der Verteidigung und Vorschläge der Gefängnisleitung, ihn wie einen normalen Untersuchungshäftling zu behandeln, lehnten Bundesanwaltschaft und Gericht ab. Nach späterer Einschätzung seiner Verteidigerin habe man Murwanashyaka „brechen“ wollen.
Am 20. Dezember 2018 hob der Bundesgerichtshof das Urteil auf Revision des Angeklagten und des Generalbundesanwalts insgesamt auf. Soweit Murwanashyaka wegen Beihilfe verurteilt wurde und soweit das Oberlandesgericht § 7 VStGB nicht geprüft hatte, hätte die Hauptverhandlung wiederholt werden müssen. Die Feststellungen wegen Rädelsführerschaft seien nach Auffassung des Revisionsgerichts rechtsfehlerfrei, so dass eine erneute Verurteilung im Raum gestanden wäre. Das Urteil gegen Musoni blieb jedoch bestehen. Der neue Prozess hätte im Mai 2019 beginnen sollen.
Ende Januar 2019 erkrankte Murwanashyaka nach eigenen Angaben an der Wirbelsäule. Verordnete Röntgenaufnahmen seien ihm, nach eigenen Angaben von Mitte März 2019, ebenso verwehrt worden wie eine Behandlung außerhalb der JVA. Murwanashyaka starb am 16. April 2019 im Universitätsklinikum Mannheim, wohin er bereits am 11. April aus der Krankenstation der Justizvollzugsanstalt Mannheim transferiert worden war. Zwei Wochen vor seinem Ableben wurden die verschärften Haftbedingungen des Katholiken – darunter Einzel-Hofgang und Kontaktsperre beim Gottesdienst –  aufgehoben. In seinen letzten Lebenswochen konnte er nicht mehr aufstehen, konnte weder laufen noch sitzen. Ein Ende der Untersuchungshaft war nicht absehbar.

## Schriften
- Untersuchungen über die Geldnachfrage in Südafrika. Tectum-Verlag, Marburg 2001, ISBN 3-8288-8232-3.

## Filme
- Susanne Babila, Die Kriegstreiber von nebenan: Deutschland und der Terror im Kongo, 2011 im Südwestrundfunk